# Senneville (Eure)
Pour les articles homonymes, voir Senneville.
Ancienne commune de l'Eure, la commune de Senneville a été supprimée en 1854. Son territoire est alors divisé entre deux communes :
- Amfreville-sous-les-Monts absorbe la partie contenant le bourg de Senneville ;
- Flipou absorbe l'ancienne commune d'Orgeville, rattachée à Senneville en 1819.

## Lieux et monuments
- Manoir de Senneville, des XVIe et XVIIe siècles, classé monument historique[1].
- Église Saint-Maclou[2]